# Marcasit
Khoáng vật marcasit, đôi khi gọi là pyrit sắt trắng, là khoáng vật của sắt disulfide (FeS2). Marcasit thường bị nhầm lẫn với pyrit, nhưng marcasit nhẹ hơn và giòn hơn. Các mẫu marcasit thường dễ vỡ vụn do cấu trúc tinh thể không ổn định, và cấu trúc tinh thể này chính là điểm khác biệt chính giữa marcasit và pyrit. Mặc dù marcasit có cùng công thức hóa học như pyrit, nhưng nó kết tinh theo một hệ tinh thể khác biệt, vì thế nó được coi là một khoáng vật tách biệt. Trong nghề kim hoàn, pyrit được sử dụng như một loại đá quý được gọi một cách không chính xác là "marcasit". Marcasit thật sự không bao giờ được sử dụng như đá quý, do nó giòn và có cấu trúc không ổn định về mặt hóa học.

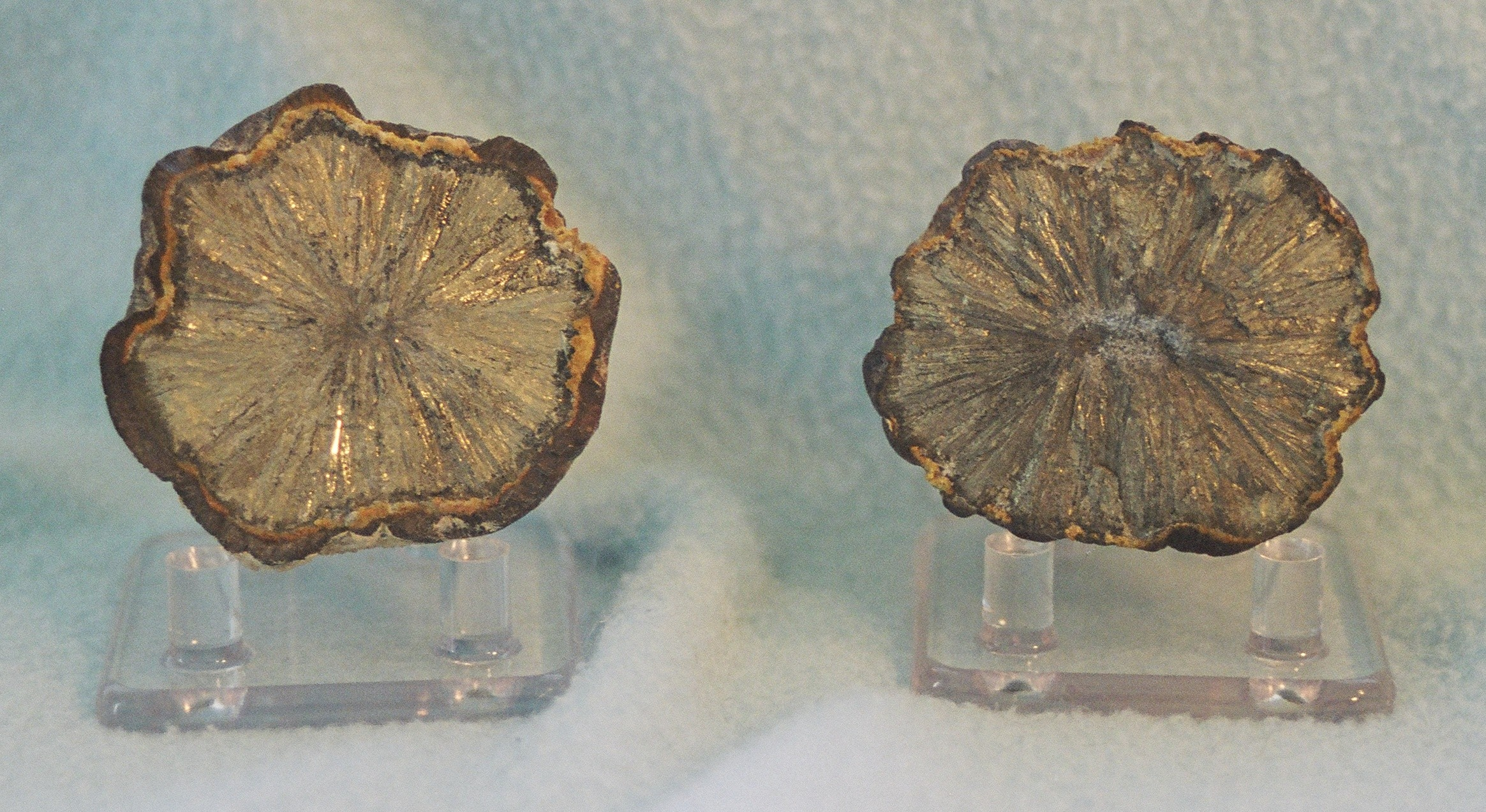
Hai nửa của một hốc tinh marcasit, ảnh chụp tại Pháp.

Marcasit có thể được hình thành như là khoáng vật sơ và thứ cấp.
Khi là khoáng vật sơ cấp, nó hình thành các hòn nhỏ, các khối kết hạch hay tinh thể trong nhiều loại đá trầm tích, chẳng hạn như tại Dover (Kent, Anh), trong đó nó tạo ra các tinh thể riêng rẽ và các nhóm tinh thể rõ nét và các hòn nhỏ (tương tự những gì minh họa trong bài) trong đá phấn. Nó cũng có thể tìm thấy trong các mạch thủy nhiệt có nhiệt độ thấp.
Khi là khoáng vật thứ cấp nó hình thành bằng sự biến đổi hóa học của một số khoáng vật sơ cấp như pyrrhotit hay chalcopyrit. Trên các bề mặt mới nó có màu vàng nhạt tới gần như trắng và có ánh kim sáng. Nó bị xỉn màu thành màu hơi vàng hay hơi nâu và tạo ra màu vết vạch màu đen. Nó là loại vật liệu cứng, không thể cào xước bằng dao. Các tinh thể mỏng, dẹt, dạng bảng khi hợp lại với nhau thành các nhóm, được gọi là "mào gà".
Marcasit có thể trải qua một điều kiện gọi là "phân rã pyrit", trong đó mẫu vật marcasit bị rã chậm thành dạng bột màu trắng. Người ta biết rất ít về điều kiện gây tổn hại cho nó này. Nó chỉ ảnh hưởng tới một số mẫu vật marcasit nhất định và dường như là ngẫu nhiên, trong khi các mẫu vật khác lại không chịu ảnh hưởng. Khi một mẫu vật trải qua phân rã pyrit thì marcasit phản ứng với hơi ẩm trong không khí, lưu huỳnh có trong nó kết hợp với nước để cuối cùng sinh ra acid sulfuric là chất dễ dàng tấn công các khoáng vật sulfide khác và các tem mác khoáng vật. Một điều quan trọng là cần loại bỏ mẫu vật bị biến đổi ra khỏi các khoáng vật khác để ngăn chặn "bệnh" này phát tán.
Một số nghiên cứu gợi ý rằng vi khuẩn có thể hỗ trợ và gia tốc quá trình này bằng cách 'ăn' (theo nghĩa đen) marcasit. Điều mà người ta đã biết là các mẫu vật với bề mặt thô ráp có xu hướng bị phân rã nhanh hơn so với các mẫu vật có bề mặt phẳng và bóng, có lẽ là do có diện tích bề mặt lớn hơn để phản ứng với nước có trong không khí, và một điều rõ ràng là các mẫu vật giữ trong môi trường khô (độ ẩm thấp) thì ít bị phân rã hơn.
Các khoáng vật khác thường đi kèm với marcasit là pyrit, galen, sphalerit, fluorit và calcit.